# Луначарский, Анатолий Анатольевич
Анатолий Анатольевич Луначарский (19 августа 1911, Париж — 12 сентября 1943, Новороссийск, Краснодарский край) — советский писатель и журналист, сын наркома культуры А. В. Луначарского.
В годы Великой Отечественной войны — политработник морской пехоты Черноморского флота, участник обороны Севастополя и битвы за Кавказ. Погиб 12 сентября 1943 года в десанте в Новороссийске.

## Биография

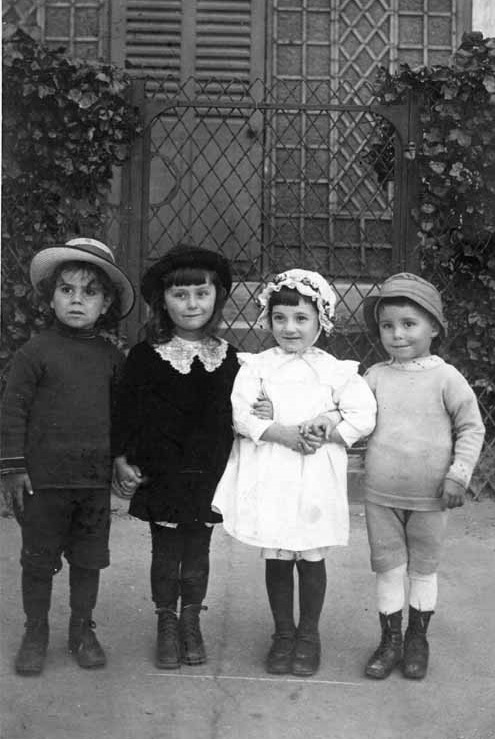
Дети русской колонии. На фото (слева направо): Бобос Кристи, Вика Некрасов, Лена Пятницкая и Тотошка Луначарский. Париж, 20 мая 1914 года

### Детство
Родился Луначарский 19 августа 1911 года в Париже в семье большевика, будущего первого советского наркома культуры Анатолия Васильевича Луначарского и Анны Александровны Малиновской (1883—1959) — писательницы. В детстве его называли Тото.
Писатель В. П. Некрасов вспоминал парижское детство: «На фотографии, датированной 1914 годом, группа детей и взрослых. Это русская школа в Париже. Среди детей узнаю только своего старшего брата Колю, в белой рубашечке с галстуком и широким поясом — он-то и учился в этой школе,— своего „друга“ Тотошку и самого себя. Мне три года. …. в соломенной шляпе, именовавшейся тогда „канотье“, Анатолий Васильевич Луначарский. Его сын — это и есть мой друг Тотошка — тоже здесь — кругломордый пузырь-блондин на коленях у своей няньки. Жили мы тогда в Париже с Луначарскими в одном доме. Мать работала в больнице, превратившейся с началом войны в госпиталь, Анатолий Васильевич кроме революционной деятельности занимался журналистикой.»
Позже семья переехала в Швейцарию. В 1917 году после свержения монархии его отец вернулся в Россию, где включился в политическую борьбу, а Анатолий с матерью продолжали некоторое время жить в Швейцарии, а в 1918 году вернулись в Россию.
Луначарский писал жене 26 ноября 1917 года: «Надо тебе и Тото ехать сюда как можно скорее. С первой оказией. Я выеду вам навстречу. Далеко — не могу: у меня слишком много дела, но до Териоки. О твоем выезде ты мне телеграфируешь. Как мы устроимся — это обсудим, но терпеть дальше невыносимо.<…> Опасно — да. Но тут главное так примериться, чтобы обезопасить Тото от голода и потрясений. Это можно. Придумаем. С квартирой, деньгами как-нибудь устроимся».
К. И. Чуковский писал: «14 февраля 1918. У Луначарского. Я видаюсь с ним чуть не ежедневно. …. … И тут же бегает его сынок Тотоша, избалованный хорошенький крикун, который — ни слова по-русски, все по-французски, и министериабельно-простая мадам Луначарская — все это хаотично, добродушно, наивно, как в водевиле».

### Молодость и литературная деятельность
Получил хорошее домашнее образование и свободно владел французским и английским языками. Жил с семьёй в Московском Кремле. В. П. Некрасов писал «заходил ….. к Тотошке, когда обоим нам было лет по четырнадцать-пятнадцать. Жили они тогда в Кремле, куда я попал в первый раз и где, снисходительно руководимый местным аборигеном Тотошкой, впервые увидел царь-колокол и царь-пушку. Папы [Луначарского старшего] в тот день дома не было. Мы с Тотошкой побежали в Третьяковку — я туда попал тоже в первый раз …».
После окончания в 1928 году одной из московских средних школ, долгое время не поступал ни в какое высшее учебное заведение, занимаясь журналистикой, литературой и переводческой деятельностью. Только в конце 1930-х годов он поступил в Московский институт марксизма-ленинизма для научных работников, ранее Институт красной профессуры. В 1931 году в знаменитом экспериментальном совхозе «Зерноград» работал трактористом, по итогу этого опыта опубликовал в 1933 году несколько рассказов в журнале «Красная новь». С 1934 года Анатолий Луначарский стал работать в журнале «Красная новь», в качестве литературного сотрудника. В журнале вышел цикл его новелл «Солнце вваливается в дверь». В 1936 году на Дальнем Востоке работал в студии «Союзкинохроника». Перевёл по подстрочнику пьесу туркменского драматурга Тоушан Эсеновой «Дочь миллионера». Писал фельетоны, выполнял к ним карикатуры. Вышел в свет роман «О, юность, юность!». В журналах «Молодая гвардия» и «Театр» публиковал статьи по проблемам театрального искусства. Печатался в газете «Московский комсомолец». Вышла повесть «Ловцы живого серебра». Был энциклопедически образованным, рисовал, любил и понимал искусство. По воспоминаниям жены Елены Ефимовны, в его характере сочетались мягкость, исключительная деликатность в обращении с людьми и нетерпимость к всякого рода пошлости. Тепло относился к жене и детям. Был скромен, излишне не подчеркивая, что он сын наркома. Литературное наследие было опубликовано уже после войны.

### На фронтах Великой Отечественной войны
С началом Великой Отечественной войны призван в действующую армию в качестве политработника. Спустя месяц, 20 июля 1941 года, вместе с группой московских писателей и журналистов он прибывает в Севастополь в распоряжение политуправления Черноморского флота. С 20 июля 1941 года — в распоряжении начальника Управления политпропаганды Черноморского флота в Севастополе. С 24 июля 1941 года — в распоряжении военного комиссара охраны водного района Главной базы ЧФ, корреспондент газеты «Бдительная вахта» — печатного органа соединения охраны водного района ЧФ.
Писатель С. А. Бондарин, интендант 2-го ранга политуправления ЧФ, вспоминал: «Недавно прибыли в Севастополь английские офицеры-специалисты по магнитным устройствам, с их помощью оборудовались противоминной защитой корабли, была нужда в переводчиках, и знания Луначарского действительно оказались очень кстати».
С 11 октября 1941 года прикомандирован к политотделу 7-й бригады морской пехоты Черноморского флота для работы с многотиражными газетами. Работает в газете «В бой за Родину» — печатным органе 7-й бригады морской пехоты полковника Е. И. Жидилова. В составе бригады начиная с 29 октября 1941 года лейтенант А. А. Луначарский принимал участие в боях на севере Крыма, 30-31 октября — в обороне Симферополя, в начале ноября 1941 года — в прорыве частей Приморской армии, в которую входила бригада, в Севастополь через горно-лесные районы юго-западного Крыма. Затем он участвовал в ноябре — декабре 1941 года в боях по отражению первого и второго штурмов Севастополя войсками 11-й немецкой армии.
В начале 1942 года он стал корреспондентом газеты «Красный черноморец» (ныне Флаг Родины)— органа командования Черноморского флота. Освещал боевые действия морской пехоты ЧФ по обороне Севастополя, а затем по обороне Северного Кавказа. Во время боев на Северном Кавказе старший лейтенант А. Луначарский больше всего времени проводил в боевых порядках 83-й бригады морской пехоты, которая в сентябре — ноябре 1942 года вела ожесточенные бои в районе города Туапсе. Затем, в ходе боев по освобождению Северного Кавказа, он совместно с морскими пехотинцами 3-5 февраля 1943 года участвовал в десантах в окрестностях Новороссийска: сначала в Южной Озерейке, а затем в Станичке на плацдарме Малая земля. В газете «В бой за Родину» печатаются его стихи, басни, статьи. До операции Луначарский несколько раз ходил на Малую землю на катерах. Осталась неоконченная повесть «На катерах-охотниках» (первая публикация Москва. 1967. № 5). .
Член ВКП(б) с 1943 года. Рекомендация капитана-лейтенанта Кравченко. «…Знаю т. Луначарского Анатолия Анатольевича по совместной службе на к/л „Красная Грузия“ с января 1943 г…. В период боевых десантных операций т. Луначарский проявил себя как бесстрашный и мужественный командир, все время находился на самых опасных участках и на месте изучал обстановку, помогая бойцам принимать правильные решения. Считаю, что т. Луначарский с честью оправдывает высокое звание коммуниста и рекомендую его в члены ВКП(б)…».
12 сентября 1943 года, он погиб, участвуя в боях по освобождению Новороссийска, вскоре после высадки с одной из групп морской пехоты в Новороссийском порту. Первоначально он два месяца считался пропавшим без вести. Специально проведенное расследование выявило очевидцев его гибели и установило её дату. «Приказом начальника Политуправления ВМФ СССР Луначарский А. А. исключён из списка политсостав как пропавший без вести в боях с германским фашизмом в сентябре 1943 года в районе города Новороссийска».
Похоронен (возможно кенотаф) в Новороссийске на Площади Героев, 15.

## Награды
- Орден Отечественной войны II степени, посмертно, 15 сентября 1943 года[6].

## Семья
- Жена — Елена (Алёна[5]) Ефимовна Луначарская (1920—2013). Похоронена на Новодевичьем кладбище вместе с А. А. Луначарской[7].
- Дочь — Анна Анатольевна (1941)[5], в замужестве Евгеньева, есть потомки.

## Память

Памятник «Огонь вечной славы» в Новороссийске

- Упомянут на мемориале на Площади Героев, посвященном бригадному комиссару Абрамову И. П. и советским воинам, павшим смертью храбрых в сентябре 1943 г. в боях за Новороссийск.[8]:
- Упомянут на беломраморной плите в Центральном доме литераторов среди фамилий писателей, погибших в годы Великой Отечественной войны.
- Его именем была названа улица в Новороссийске[9][10].